# Diplotaxis siifolia subsp. siifolia
Diplotaxis siifolia subsp. siifolia é uma subespécie de planta com flor pertencente à família Brassicaceae. 
A autoridade científica da subespécie é Kunze, tendo sido publicada em Flora 29: 685 (1846).

## Portugal
Trata-se de uma subespécie presente no território português, nomeadamente em Portugal Continental.
Em termos de naturalidade é nativa da região atrás indicada.

## Protecção
Não se encontra protegida por legislação portuguesa ou da Comunidade Europeia.